# 作業管理
作業管理（さぎょうかんり）とは、産業医学・労働衛生分野におけるいわゆる「5管理」のひとつ。日本予防医学協会では「作業に含まれるムリ・ムダ・ムラを見つけ出し・除去することにより、作業の生産性を極力維持しながら労働者の健康を阻害する要因を作業から除去すること」と定義付けられている。

## 概要
作業環境管理では「環境」に着目し、労働者が曝露する有害因子をできるだけ減らし、その影響を軽減する。しかし労働の内容によっては軽減が困難なものも存在する。その場合、労働者の作業手順・服装・器具などを工夫し、労働者の安全衛生をマネジメントすることを「作業管理」という。

## 例
- 騒音が大きいが軽減困難であれば、イヤーピースやイヤーマフなどを用いる。
- 揮発性化学物質がコントロールできないときには、活性炭吸着マスクを用いるなどする。
- 粉塵がコントロールできないときには、防塵マスクを着用する。